# Скільки ангелів можуть танцювати на вістрі голки?
«Скільки ангелів можуть танцювати на вістрі голки?» — вислів, що наводиться як приклад безглуздого чи незначущого предмета суперечки. Приписується схоластикам, однак немає жодних достовірних свідчень про дійсність такої суперечки. В інших варіантах вислову ангели можуть «сидіти», «стояти» «на голівці шпильки».

## Авторство
Найраніша згадка подібного вислову міститься в протестантського теолога Вільяма Чіллінгворта в роботі «Релігія протестантів, безпечний шлях до спасіння» (1637). Там він навів вислів «Чи не може мільйон ангелів сидіти на вістрі голки?» як приклад безглуздого питання, що нібито цікавило середньовічних схоластиків.
Достеменно відомо, що Фомою Аквінським у «Сумі теології» (близько 1270) розглядалося інше схоже питання: «Чи можуть декілька ангелів перебувати в один і той же час в одному місці?» Воно ставилося з огляду на те, що ангели, на думку Фоми Аквінського, не мають матеріальних тіл, а складаються з чистого інтелекту, тому до них можуть не застосовуватися закони матеріального світу. Подібне згадується і в анонімній німецькомовної містичній роботі XIV століття — «Тисяча душ на небесах сидять на вістрі голки», зважаючи на нематеріальність душі. У варіанті Едварда Віллана в його «Шести проповідях» (1649): «Якось поставили питання, як багато ангелів стоятимуть на вістрі шпильки водночас?»
Варіант про «танцювати» приписується англійському філософу-платоністу Ральфу Кедворту в книзі «Справжня інтелектуальна система всесвіту» (1678): «Тисячі цих безтілесних істот або духів можуть танцювати разом на вістрі шпильки». Інший платоніст того часу Генрі Мор наводив таке питання в «Безсмерті душі» (1659) як дурницю, що цікавила схоластиків: «…сміховинні фантазії схоластиків, які заперечували вимірність духів, і потім сперечалися як багато їх поміщаються та човпляться водночас на вістрі шпильки».
Популяризував вислів англійський літератор Айзек Дізраелі, згадавши в «Цікавинках літератури» (1791) питання церковників: «Скільки ангелів можуть танцювати на вістрі дуже гострої голки, не заважаючи одне одному?».
Історик релігії Пітер Гаррісон припускав, що в оригінальному вислові наявна гра слів: «needle's point» (вістря голки) співзвучне з «needless point» (непотрібне питання).